# Papir Prisse
El Papir Prisse, descobert per Émile Prisse d'Avennes (1807 - 1879) a Tebes (Egipte), l'any 1856, és un dels manuscrits més antics coneguts del món (c. 1900 aC.) i actualment es troba a la Biblioteca Nacional de França.
Es compon de dos tractats sobre la moral:
- El primer, incomplet, conté les dues últimes pàgines de les instruccions de Kagemni, djati dels reis Huni i Snefru, i és una recopilació de màximes morals i consells sobre la pràctica de la virtut.
- El segon és el llibre de màximes de Ptahhotep, djaty del faraó Djedkare Isesi, penúltim faraó de la dinastia V.[1][2][3][4]

Tots dos textos probablement daten de la V dinastia.